# Parti unique
Pour les articles homonymes, voir Unique.
 (août 2023).
- Républiques à régime présidentiel
- Républiques à régime présidentiel liées à un régime parlementaire
- Républiques à régime semi-présidentiel
- Républiques à régime parlementaire (république parlementaire)
- Républiques où la constitution n'accorde le droit à gouverner qu'à un parti unique ou un parti dominant (État communiste)

- Monarchies constitutionnelles dans lesquelles le monarque n'exerce que peu ou pas le pouvoir (le monarque a souvent une autorité constitutionnelle et morale élevée)
- Monarchies semi-constitutionnelles dans lesquelles le monarque exerce la majorité des pouvoirs, souvent avec un parlement disposant de faibles pouvoirs
- Monarchies absolues

- Dictatures militaires

- Autres systèmes (gouvernements provisoires)
- Pas de gouvernement

Un parti unique est un parti politique ayant, généralement sur le plan légal voire constitutionnel, le monopole de l'activité politique au sein d'un État. Par principe, les régimes à parti unique s'opposent à ceux adoptant le multipartisme. Le monopole de la vie politique aboutissant par définition à la concentration du pouvoir dans les mains des seuls cadres du parti et à l'exclusion de l'opposition, ces régimes sont généralement classés comme dictatoriaux, voire totalitaires. La plupart des théoriciens du totalitarisme considèrent le système de parti unique comme la variable principale de tout dispositif totalitaire. Dans certains cas, le parti unique peut être amené à constituer au sein de l'État une autorité se superposant à celle du gouvernement, voire à se confondre avec le gouvernement ou à se substituer à lui. Le système de parti unique peut alors être considéré comme un système de « parti-État ».
Le terme de parti unique peut par ailleurs être employé pour désigner la situation d'États dans lesquels un parti politique spécifique se voit assigner, par la loi ou la constitution, un rôle dirigeant, tout en tolérant l'existence d'autres partis, qui lui sont généralement subordonnés. Un tel système repose alors sur l'existence d'une coalition unique (ou front unique) au pouvoir, les autres partis existants étant des partis d'appoint du parti dominant, de facto ou via l'existence d'un système officiel de coalition. Le terme de parti unique peut ainsi être employé pour désigner des États comme la République démocratique allemande, la république populaire de Bulgarie, la république populaire de Pologne ou, actuellement, la république populaire de Chine, la Syrie et la Corée du Nord, qui fonctionnaient ou fonctionnent selon un système de front unique, tout en désignant officiellement le principal parti de la coalition comme assumant un rôle dirigeant. Au XXe siècle, les régimes communistes ont fait usage du système de parti ou de coalition unique, se conformant ainsi aux idées de Lénine, théoricien du rôle dirigeant du parti en tant qu'« avant-garde du prolétariat ». En 1921, le Xe congrès des bolcheviks adopte une résolution de Lénine, qui érige le rôle dirigeant du parti au rang de composante de la doctrine marxiste. Le parti unique a été, à travers le monde, une caractéristique aux États communistes : parmi ceux-ci, les « démocraties populaires » européennes, composant le bloc de l'Est, étaient réparties entre États à parti unique officiel, et États à coalition unique.
Les régimes politiques à parti unique ont été particulièrement répandus en Afrique subsaharienne dans les décennies ayant suivi la décolonisation, beaucoup des jeunes États africains ayant considéré ce système comme une « formule miracle » permettant de garantir la cohésion nationale et de donner une image de peuple uni et solidaire. Dans la pratique, ces systèmes ont la plupart du temps abouti, sur le continent africain, à étouffer les divergences d'opinion.
L'existence d'un parti unique ou d'une coalition unique n'est pas une condition nécessaire pour qu'un régime politique puisse être jugé dictatorial ou totalitaire. Haïti, sous les présidences de François Duvalier et de son fils Jean-Claude, était considéré comme une dictature, mais n'a jamais vécu sous un régime de parti unique : le pays a connu successivement une période sans aucun parti politique, puis un système de multipartisme toléré par le pouvoir.
Inversement, un régime à parti unique n'exclut pas le débat politique, comme le montrent le Printemps de Prague de 1968 et l'ouverture du rideau de fer en 1989 : les débats ont lieu à l'intérieur même du parti. Les citoyens souhaitant s'engager en politique choisissent non pas un parti, mais un courant à l'intérieur du parti unique. Ce processus a conduit à la fin des régimes communistes en Europe. Le parti communiste hongrois a vu en 1988 le courant réformiste prendre le pas sur le courant conservateur,, aboutissant à l'ouverture du rideau de fer en 1989, puis à la chute du Mur de Berlin.
Le terme de parti unique est parfois employé, de manière figurative, pour qualifier des situations où la vie politique d'un État est presque totalement dominée, dans les faits, par un parti donné, comme le Mexique où le Parti révolutionnaire institutionnel a longtemps exercé un quasi-monopole, ou le Cambodge où le Sangkum Reastr Niyum faussait le jeu démocratique à son profit pour s'assurer l'exclusivité du pouvoir au point d'être qualifié de « parti unique camouflé »,. Ce type de situation ne s'accompagne cependant pas d'une limitation légale ou constitutionnelle de l'activité des autres partis politiques et ne constitue pas, au sens propre, un système de parti unique légal ou de fait.

## États à parti unique actuels
Liste d'États à parti unique de facto ou de jure dans le monde en 2025[Passage à actualiser] :

### République populaire de Chine
Le Parti communiste chinois (PCC), dirigé à l'époque par Mao Zedong, a pris le pouvoir en 1949 à l'issue de la guerre civile chinoise, proclamant la République populaire de Chine. Mao Zedong a occupé jusqu'à sa mort le poste de Président du parti communiste chinois : son successeur à ce poste a été Hua Guofeng. En 1982, le poste de président du parti a été supprimé, le principal dirigeant du PCC étant désormais le Secrétaire général. Le préambule de la constitution du pays spécifie le rôle dirigeant du Parti. Le président de la République populaire de Chine, Xi Jinping, est également Secrétaire général du Parti communiste chinois : depuis 1993 et l'élection comme chef de l'État de Jiang Zemin, prédécesseur de Hu Jintao, les postes de Président de la République et de Secrétaire général du parti sont occupés par la même personne, sauf en période de transition. Le PCC propose un candidat unique, issu de ses rangs, lors de l'élection du Président de la République populaire de Chine par l'Assemblée nationale populaire. Le Secrétariat général du Parti communiste chinois exerce un contrôle sur la nomination du personnel de l'État. Le contrôle de l'Armée populaire de libération s'exerce via la Commission militaire centrale, dont une partie des services dépendent directement du PCC. Huit « partis démocratiques », dotés d'une représentation politique, existent en république populaire de Chine, mais sont tous membres du Front uni, organisme placé sous le contrôle du Parti communiste chinois et représenté par la Conférence consultative politique du peuple chinois, institution sans pouvoir politique réel, également dirigée par le PCC. Les activités du Front Uni sont gérées par le Département de travail du Front uni (中共中央统战部), une branche du Comité central du Parti communiste chinois. Les responsables du Front uni sont choisis par le PCC, ou sont eux-mêmes également membres du PCC. Des partis d'opposition existent dans les régions administratives spéciales de Hong Kong et Macao.

### Corée du Nord
Le rôle dirigeant du Parti du travail de Corée, fondé en 1949 par Kim Il-sung et actuellement dirigé par Kim Jong-un, est indiqué dans la constitution, qui précise que le pays « déploie toutes ses activités sous la direction du Parti du Travail de Corée ». Deux autres partis politiques, le Parti Chondogyo-Chong-u et le Parti social-démocrate de Corée, sont autorisés et disposent d'une représentation à l'Assemblée populaire suprême, mais leurs activités se déroulent dans le cadre du Front démocratique pour la réunification de la patrie, coalition sous contrôle du Parti du travail, fondée en 1946 sous le nom de Front uni démocratique, et qui a pour fonction officielle de soutenir les orientations politiques du régime.

### Cuba
Le 1er décembre 1961, dans le discours où il se proclame publiquement communiste, Fidel Castro, alors chef du gouvernement, annonce la fusion des différentes organisations de la révolution cubaine, dont le mouvement du 26 juillet, au sein d'un Parti unifié de la révolution socialiste. Le 3 octobre 1965, le Parti communiste de Cuba est fondé et remplace le Parti unifié de la révolution cubaine. Le parti unique cubain n'est initialement qu'une mise en forme du comité dirigeant du régime de Castro, et ne se réunit pour la première fois en congrès qu'en 1975. Dans les années qui suivent, il se développe en termes d'effectifs et de capacité d'organisation, pour prendre à la fin de la décennie 1970 un rôle de parti dirigeant comparable à celui des partis communistes du bloc de l'Est. Fidel Castro a été secrétaire général du parti dès la création de ce dernier, tout en étant successivement chef du gouvernement, puis chef de l'État. Son frère Raúl Castro lui a succédé comme chef de l'État en 2008, puis comme chef du parti en 2011. Depuis les réformes politiques de 1992, des partis d'opposition ont été autorisés, mais n'ont pas la possibilité de se livrer à des activités publiques, ni de présenter des candidats aux élections. Les personnes autorisées à se présenter aux scrutins sont sélectionnées par la Commission nationale de candidature, qui effectue ses choix sur la base de critères comme l'« éthique », le « patriotisme » et l'« histoire révolutionnaire » des candidats. Les élections municipales se déroulent de manière compétitive, avec des candidatures multiples, et la plupart du temps, depuis les réformes de 1992, sans interférence du parti communiste. Néanmoins, les élections aux assemblées provinciales et à l'assemblée nationale demeurent contrôlées par le parti et dénuées de compétition démocratique. Les élections législatives, depuis 1993, se déroulent à bulletins secrets, sans que cela ait changé le principe des candidatures uniques. Le quotidien officiel du pouvoir cubain affirme qu'à Cuba, « il n'y a pas d'opposition ». Le parti communiste n'a pas le droit de présenter lui-même des candidats aux élections, mais la sélection des candidats par la commission aboutit à ce que les élus soient des membres du parti (90 % en 1976), ou des sympathisants. La constitution de Cuba présente le Parti communiste de Cuba comme « la force dirigeante supérieure de la société et de l'État ».

### Érythrée
Le Front populaire pour la démocratie et la justice, du président Issayas Afewerki, gouverne en tant que parti unique depuis 1994. En 1993, l'Érythrée a été reconnu comme un État souverain au terme d'une guerre d'indépendance. Le Front populaire de libération de l'Érythrée s'est autodissous un an plus tard pour devenir le Front populaire pour la démocratie et la justice : Issayas Afewerki, ancien commandant du Front populaire de libération et devenu chef de l'État en 1993, a alors pris les fonctions de Président du conseil exécutif du parti unique. Il cumule depuis les postes de chef de l'État et de chef du parti.

### Laos
Le Parti révolutionnaire populaire lao, fondé en 1955 en tant que structure dirigeante du Pathet Lao, et dont le secrétaire général actuel est le chef de l'État Boungnang Vorachit, gouverne en tant que parti unique depuis 1975. La constitution du pays, adoptée en 1991, spécifie le rôle de « noyau dirigeant » du parti. Les précédents dirigeants du parti ont été Kaysone Phomvihane (chef du gouvernement de 1975 à 1991 et chef de l'État de 1991 à 1992), Khamtay Siphandone (chef du gouvernement de 1991 à 1998 et chef de l'État de 1998 à 2006) et Choummaly Sayasone (chef de l’État de 2006 à 2016). Boungnang Vorachit a succédé à Choummaly Sayasone comme chef du parti, puis chef de l'État, respectivement en janvier et en avril 2016.

### Viêt Nam
Le Parti communiste vietnamien, fondé par Hô Chi Minh, gouverne en tant que parti unique en République socialiste du Viêt Nam depuis la fin de la guerre du Viêt Nam en 1975 et la réunification du pays l'année suivante. Le parti était déjà au pouvoir au Nord Viêt Nam (République démocratique du Viêt Nam) à partir de 1954 - sous le nom de Parti des travailleurs du Viêt Nam - avant la réunification du pays. Hô Chi Minh a été, au Nord Viêt Nam, président du parti et président de la République jusqu'à sa mort en 1969 : le poste de président du parti a ensuite été supprimé, pour ne laisser à sa tête que celui de secrétaire général, correspondant auparavant à une position de no 2 du parti. Lê Duẩn a été secrétaire général du parti de 1960 à sa mort en 1986 : ses successeurs à ce poste ont été Trường Chinh, Nguyễn Văn Linh, Đỗ Mười, Lê Khả Phiêu, Nông Đức Mạnh, et Nguyễn Phú Trọng (actuel secrétaire depuis 2011, également président de l'Assemblée nationale). La fonction de chef du parti est disjointe au Viêt Nam de celles de chef de l'État et de chef du gouvernement depuis 1969, à l'exception d'une brève période en 1986, durant laquelle Trường Chinh a été simultanément secrétaire général du parti et président de la République. L'article 4 de la constitution définit le PCV comme « la force dirigeante de l'État et de la société ».

## Anciens États à parti unique
Liste d'États ayant connu un régime à parti unique ou à coalition unique :

### Afghanistan

#### République d'Afghanistan
Sous la première République d'Afghanistan, le seul parti autorisé est celui du président Mohammed Daoud Khan, le Parti de la révolution nationale.

#### République démocratique d'Afghanistan
À partir de 1978, sous le régime de la République démocratique d'Afghanistan, le Parti démocratique populaire d'Afghanistan monopolise le pouvoir. La constitution de 1987 atténue en théorie la mainmise du parti, tout en lui attribuant une base constitutionnelle. Le régime tombe en 1992.

### République populaire socialiste d'Albanie
Le Parti communiste d'Albanie, rebaptisé en 1948 Parti du travail d'Albanie et dirigé par Enver Hoxha, puis par Ramiz Alia, gouverne en tant que parti unique, de la proclamation officielle de la République en 1946, jusqu'au passage au multipartisme en 1991. Le Parti du travail s'autodissout en juin 1991 pour devenir le Parti socialiste d'Albanie.

### République algérienne démocratique et populaire
Quelques mois après l'indépendance de 1962, le président Ahmed Ben Bella prône la reconversion du Front de libération nationale (FLN) en parti unique de gouvernement. Les autres partis sont interdits dans le courant de l'année. En 1964, le 3e congrès du FLN institue une structure de gouvernement pyramidale, Ben Bella cumulant les fonctions de président de la République et de chef du parti. Le renversement de Ben Bella en 1965 relègue le FLN au rang d'appareil administratif : le parti ne se réunit plus en congrès avant 1979, soit après la mort du président Houari Boumédiène. L'article 94 de la constitution algérienne du 22 novembre 1976 dispose : « Le système institutionnel algérien repose sur le principe du Parti unique », l'article suivant attribuant ce rôle au FLN. À la suite des événements de 1988, les réformes politiques et la nouvelle constitution du 28 février 1989 aboutissent à la séparation du parti et de l'État.

### Reich allemand
Dans les mois suivants la nomination d'Adolf Hitler au poste de Chancelier, les partis politiques opposés au Parti national-socialiste des travailleurs allemands (NSDAP), ainsi que son allié le Parti national du peuple allemand, sont forcés à l'auto-dissolution ou à la fusion avec le parti nazi. Le 14 juillet 1933, après la dissolution du dernier parti d'opposition, la loi contre la formation de nouveaux partis fait du NSDAP le parti unique du Reich,. Le 20 septembre 1945, plusieurs mois après la fin de la Seconde Guerre mondiale et l'effondrement du Troisième Reich, un accord entre les gouvernements Alliés chargés de l'occupation de l'Allemagne aboutit à un traité stipulant la dissolution et l'interdiction du NSDAP ; la loi no 1 du Conseil de contrôle allié, également daté du 20 septembre, abolit toutes les lois d'exception nazies, dont la loi contre la formation de nouveaux partis. L'Allemagne est ensuite soumise au processus dit de dénazification.

### République démocratique allemande
Après la Seconde Guerre mondiale, dans la zone d'occupation soviétique en Allemagne, des partis politiques sont constitués dès 1945 et se réunissent dès leur création au sein d'une coalition unique, baptisée Bloc antifasciste, puis Bloc démocratique, puis Front national. Le Parti communiste d'Allemagne et le Parti social-démocrate d'Allemagne fusionnent en 1946 pour devenir le Parti socialiste unifié d'Allemagne (SED). La République démocratique allemande (RDA, dite également Allemagne de l'Est) est fondée officiellement en 1949 sur le territoire de l'ancienne zone d'occupation soviétique : les seuls partis autorisés y sont les membres de la coalition du Front national de la République démocratique allemande, comme la CDU est-allemande ou le Parti libéral-démocrate d'Allemagne. Le Front national est dominé par le SED, dirigé pour l'essentiel par Walter Ulbricht, puis par Erich Honecker. L'article 1 de la constitution de 1968 établit officiellement le « rôle dirigeant » du SED. La constitution dispose en outre : « Le Front national de la République démocratique allemande est l'organisation manifestant l'alliance de toutes les forces du peuple ». Les élus du Front national approuvent systématiquement, lors des séances de la Chambre du peuple, les propositions du gouvernement et du SED, à l'exception d'un vote en 1972, au cours duquel les députés de la CDU s'opposent la libéralisation de l'avortement. Ce vote aurait par ailleurs été convenu à l'avance. En 1989, lors de la chute du régime, les partis membres du Front national reprennent leur autonomie par rapport au SED, dont le rôle dirigeant est aboli, et qui s'autodissout pour donner naissance au Parti du socialisme démocratique.

### République populaire d'Angola
Après l'indépendance du pays en 1975, au terme de la guerre d'indépendance de l'Angola, le Mouvement populaire de libération de l'Angola (MPLA) s'impose en tant que parti unique et le demeure sous les présidences d'Agostinho Neto et José Eduardo dos Santos. La guerre civile angolaise qui oppose le MPLA à l'UNITA contribue à entraîner une réforme du système : le 23 mars 1991, le parlement angolais vote la fin du parti unique.

### Autriche
Durant la période dite de l'austrofascisme, le Front patriotique, fondé par Engelbert Dollfuss, est l'unique parti en Autriche, à partir de l'interdiction des autres partis en 1934, et ce jusqu'à l'Anschluss de 1938. L'Autriche étant annexée par l'Allemagne nazie, le Front patriotique est interdit et le NSDAP se substitue à lui en tant que parti unique.

### Bangladesh
Le 7 juin 1975, le chef de l'État Mujibur Rahman crée la Bangladesh Krishak Sramik Awami League (BAKSAL), qui absorbe tous les autres mouvements en vertu d'un amendement à la constitution. Le régime de parti unique ne dure que deux mois : la ligue BAKSAL éclate après l'assassinat du président le 15 août 1975,.

### République populaire du Bénin
Le Parti de la révolution populaire du Bénin est fondé par le président Mathieu Kérékou en 1974, et assume le pouvoir en République du Dahomey un an avant le changement de nom du pays en république populaire du Bénin. En 1977, la nouvelle constitution attribue au parti la direction de « toutes les activités de la vie sociale nationale ». Le Bénin adopte le multipartisme en 1990.

### Birmanie
Sous le gouvernement de Ne Win, le Parti du programme socialiste birman (BSPP) est proclamé parti unique par une loi du 28 mars 1964. Les évènements de 1988 amènent les délégués du parti à voter la tenue d'élections pluralistes. Les élections sont finalement suivies de la prise du pouvoir par la junte militaire birmane, qui ne s'appuie cependant pas sur un parti unique comme au temps de Ne Win.

### République populaire de Bulgarie
Le Parti communiste bulgare, au gouvernement dès avant la proclamation officielle de la République en 1946, est défini par la constitution de 1947, conçue sur le modèle de la constitution soviétique de 1936, comme ayant un rôle de force dirigeante. Toutes les autres personnes morales et physiques, publiques ou privées, sont conçues comme des courroies de transmission du Parti ; cette version de la constitution ne définit cependant pas le statut du Parti avec précision. La constitution de 1971 réaffirme explicitement le rôle dirigeant du Parti. Le Parti communiste bulgare, dirigé successivement par Georgi Dimitrov, Valko Tchervenkov et Todor Jivkov, exerce le monopole du pouvoir : un autre parti, l'Union nationale agraire bulgare, continue à exister, mais réduit au rôle de simple parti d'appoint au sein de la coalition unique du Front patriotique. Le parti met fin à son rôle dirigeant en 1989 et s'autodissout en 1990, pour devenir le Parti socialiste bulgare.

### Burundi
Sous la présidence de Michel Micombero, l'Union pour le progrès national (UPRONA) devient parti unique en vertu d'un arrêté-loi du 23 novembre 1966. Le 9 mars 1992, une nouvelle constitution autorisant le multipartisme est approuvée par référendum.

### Cambodge

#### Kampuchéa démocratique
Sous le régime des Khmers rouges, toute forme d'activité, politique ou autre, est de 1975 à 1979 contrôlée par le Parti communiste du Kampuchéa (PCK). Cependant, de manière inhabituelle pour un parti unique, le PCK n'a aucune activité publique et son existence demeure cachée de l'ensemble de la population, qui ne connaît l'autorité étatique que sous le seul nom d'Angkar (Organisation). Ce n'est que le 27 septembre 1977 que Pol Pot, premier secrétaire du Parti et chef du gouvernement, déclare publiquement que l'Angkar est le Parti communiste du Kampuchéa. En 1979, les Khmers rouges sont renversés par l'offensive vietnamienne.

#### République populaire du Kampuchéa
Le régime installé à la suite de l'invasion vietnamienne qui succède, au Cambodge, au Kampuchéa démocratique, a pour parti unique le Parti révolutionnaire du peuple du Kampuchéa, fondé en 1981 et dirigé successivement par Pen Sovan (également premier ministre en 1981), puis par Heng Samrin (également chef de l'État jusqu'en 1991). Le 18 octobre 1991, quelques jours avant la signature des accords de Paris, le multipartisme est autorisé au Cambodge.

### Cameroun
Sous la présidence d'Ahmadou Ahidjo, l'Union nationale camerounaise devient en 1966 l'unique parti du pays. Le 24 mars 1985, sous la présidence de Paul Biya, l'UDC, considérée comme trop liée à l'ère Ahidjo, est remplacée par un nouveau parti unique, le Rassemblement démocratique du peuple camerounais (RDPC). Face à la contestation politique, Paul Biya renonce au monopole politique du RDPC par un discours du 4 juillet 1990. En décembre de la même année, l'assemblée adopte une série de lois garantissant le pluralisme au Cameroun.

### Cap-Vert
Le Parti africain pour l'indépendance de la Guinée et du Cap-Vert, déjà au pouvoir en Guinée-Bissau depuis septembre 1974, devient également le parti unique du Cap-Vert lors de l'indépendance du pays le 5 juillet 1975. Le renversement de Luís Cabral en novembre 1980 entraîne l'abandon des projets d'union entre les deux pays : les militants cap-verdiens du PAIGC fondent alors en janvier 1981 leur propre parti, le Parti africain pour l'indépendance du Cap-Vert, qui demeure parti unique jusqu'en 1990.

### République centrafricaine
Le Mouvement pour l'évolution sociale de l'Afrique noire (MESAN), parti du chef de l'État David Dacko, est institué en tant que parti unique en décembre 1962 par une loi constitutionnelle.Il demeure parti unique sous la présidence de Jean-Bedel Bokassa, y compris lorsque le pays est proclamé Empire centrafricain par le désormais empereur Bokassa Ier. Après le renversement de Bokassa en 1979, David Dacko revient au pouvoir, dissout le MESAN et crée l'Union démocratique centrafricaine, qui tente un moment de s'imposer en tant que nouveau parti unique, avant que le Centrafrique ne repasse finalement officiellement au multipartisme et ne tienne des élections libres en 1981.

### République de Chine
Le gouvernement de Tchang Kaï-chek fait du Kuomintang le parti unique en octobre 1928, en interdisant tous les autres partis. Le régime du Kuomintang perd le contrôle de la Chine continentale en 1949 à la fin de la guerre civile chinoise et il s'est ensuite prolongé à Taïwan (voir plus bas), qui continue d'appliquer la constitution et les lois de la « première République ».

### Comores
Un parti unique, l'Union comorienne pour le progrès (UPC) est créé officiellement le 6 février 1982 sous la présidence d'Ahmed Abdallah. Ses activités sont cependant mises en sommeil dès 1984. Le pluralisme politique est restauré en 1990.

### République du Congo

#### Première république
Sous la présidence Alphonse Massamba-Débat, le Mouvement national de la révolution (MNR), créé en 1964, est proclamé parti unique par une loi du 20 juillet 1964. Le 31 décembre 1965, la charte du parti est promulguée, lui donnant une primauté sur les organes étatiques. En août 1968, devant la montée de la contestation, le président suspend la constitution et dissout le bureau politique du parti, avant de se résoudre à quitter lui-même le pouvoir le mois suivant. Le nouveau régime de la république populaire du Congo est proclamé le 31 décembre de la même année.

#### République populaire du Congo
Le Parti congolais du travail (PCT), fondé par le président Marien Ngouabi, est le seul parti autorisé. La constitution de 1979 le définit explicitement comme parti unique. Le multipartisme est autorisé à partir de 1990.

### République démocratique du Congo
En 1997, peu après sa prise du pouvoir, le président Laurent-Désiré Kabila interdit tous les partis à l'exception de son propre mouvement, l'Alliance de forces démocratiques pour la libération du Congo (AFDL). L'interdiction est levée en 1999, mais la reconnaissance légale des partis est assortie de conditions contraignantes.

### Côte d'Ivoire
Le Parti démocratique de Côte d'Ivoire, parti du président Félix Houphouët-Boigny, est resté parti unique de 1960 à 1990.

### État indépendant de Croatie
Les Oustachis (dits officiellement Ustaša - Mouvement révolutionnaire croate), dirigés par Ante Pavelić, constituent le parti unique sur toute la durée du régime, de 1941 à 1945.

### Émirat de Cyrénaïque
En décembre 1947, alors que la Cyrénaïque est toujours sous administration britannique et que l'indépendance n'est pas encore proclamée, l'émir Idris ordonne aux deux partis politiques existant en Cyrénaïque, le Front national et le Comité Omar al-Muktar, de fusionner au sein d'un parti unique. Celui-ci, le Congrès national, est officiellement fondé le 10 janvier 1948, et largement dominé par la confrérie Sanussi. L'indépendance de la Cyrénaïque est proclamée le 1er mars 1949. Dans les faits, le Congrès national ne parvient pas à fonctionner de manière unifiée et ses deux tendances se trouvent en compétition lors des élections de 1950. Le Royaume de Libye est proclamé à la fin 1951 par l'union de la Cyrénaïque, de la Tripolitaine et du Fezzan, et le Congrès national doit alors coexister avec les autres partis politiques apparus dans le reste du pays avant l'unification. Tous les partis politiques sont interdits par le roi Idris Ier dans les années qui suivent.

### Djibouti
Le Rassemblement populaire pour le progrès, parti du président Hassan Gouled Aptidon, a été décrété parti unique le 28 octobre 1981. Le 5 septembre 1992, une « loi sur le quadripartisme », approuvée par référendum en même temps que la nouvelle constitution, autorise des partis d'opposition.

### République dominicaine
De 1930 à 1961, sous la présidence de Rafael Leónidas Trujillo Molina, le seul parti en activité est le Parti dominicain du chef de l'État.

### Égypte
Sous la présidence de Gamal Abdel Nasser, la dissolution des partis d'opposition, le 16 janvier 1953, donne au parti du gouvernement (Rassemblement de la libération puis Union nationale puis Union socialiste arabe) un statut de parti unique. La proclamation constitutionnelle de 1964 présente l'Union socialiste arabe, créée deux ans plus tôt, comme l'« instance de représentation du peuple ». Sous la présidence d'Anouar el-Sadate, l'Égypte repasse progressivement au multipartisme, dont le principe est affirmé par la nouvelle constitution de 1971]. Les partis d'opposition réapparaissent en 1976, avant que la loi du 2 juillet 1977 autorise explicitement le pluripartisme. L'année suivante, le Parti national démocratique est fondé pour remplacer l'Union socialiste arabe.

### Espagne

#### Royaume d'Espagne
Sous la dictature de Miguel Primo de Rivera, un parti unique, l'Union patriotique, est fondé en 1926 sur le modèle du Parti fasciste italien, mais fonctionne pour l'essentiel comme une assemblée de notables. L'Union patriotique échoue à mobiliser la population, et sert surtout à encadrer les élites espagnoles ; Primo de Rivera quitte le pouvoir en 1930 et l'Espagne repasse alors au multipartisme.

#### État espagnol
Durant la guerre civile espagnole, le 4 août 1937, la Phalange espagnole, fondée en 1933 par José Antonio Primo de Rivera, est fusionnée avec la Comunión Tradicionalista (mouvement carliste), les Juntas de Ofensiva Nacional-Sindicalista et avec les autres formations politiques soutenant le Bando nacional dirigé par Francisco Franco. L'union de ces mouvements donne naissance à la Falange Española Tradicionalista y de las Juntas de Ofensiva Nacional Sindicalista (FET y de las JONS). Ce mouvement est le seul parti autorisé par l'Espagne franquiste (État espagnol), dont ses statuts constituent la doctrine officielle. Le parti unique devient ensuite une composante du Movimiento Nacional, nom donné à l'ensemble de la structure idéologique et politique du régime franquiste. La FET y de las JONS est dissoute en 1977 durant la transition démocratique.

### Éthiopie
Le gouvernement militaire provisoire de l'Éthiopie socialiste mis en place par le Derg succède en 1974 à l'Empire éthiopien mais le régime de Mengistu Haile Mariam met plusieurs années à s'institutionnaliser conformément aux demandes de l'URSS. Un comité chargé de former un parti unique communiste commence ses travaux en 1976 mais n'aboutit qu'en 1984 à la fondation du Parti des travailleurs d'Éthiopie. En 1987 le gouvernement militaire cède officiellement la place à la République populaire démocratique d'Éthiopie; Mengistu demeure chef de l'État, et le Parti des travailleurs parti unique. La guerre civile éthiopienne aboutit en 1991 au renversement de Mengistu et à la fin du régime de parti unique.

### Gabon
Le 12 mars 1968, le président Omar Bongo décrète l'abolition du multipartisme et la création d'un parti unique, le Parti démocratique gabonais. Le 27 mars 1990 s'ouvre une conférence nationale qui marque le début de la transition démocratique. Une nouvelle constitution est adoptée le 26 mars 1991, et consacre la fin du parti unique.

### Ghana
Le Parti de la Convention du Peuple fondé par le président Kwame Nkrumah est décrété parti unique par référendum en 1964. Le Ghana passe au multipartisme après le renversement de Nkrumah en 1966.

### Gouvernement révolutionnaire populaire de la Grenade
Le New Jewel Movement du premier ministre Maurice Bishop détient le monopole du pouvoir de 1979 à 1983 : la constitution est suspendue, les autres partis sont empêchés de mener des activités publiques et aucune élection n'est organisée, le comité central du New Jewel Movement exerçant la réalité du pouvoir. La situation dure jusqu'à l'invasion de la Grenade par les États-Unis et leurs alliés.

### Guinée
Dès le premier scrutin électoral, consécutif en 1958 à l'indépendance du pays, tous les candidats sont élus sur une « liste nationale » unique. Le Parti démocratique de Guinée (PDG) du président Ahmed Sékou Touré remporte 88 % des suffrages. Le PDG s'impose progressivement en tant que parti unique, en éliminant l'opposition et contrôlant tous les aspects de la vie politique. L'article 1 de la constitution « révolutionnaire » du 14 mai 1982 dispose : « La République Populaire Révolutionnaire de Guinée est dirigée par le Parti Démocratique de Guinée, expression suprême de la force politique du pays ». En avril 1984, après la mort de Sékou Touré, l'armée prend le pouvoir et dissout le parti unique.

### Guinée-Bissau
Le Parti africain pour l'indépendance de la Guinée et du Cap-Vert (PAIGC) devient parti unique à l'indépendance du pays le 10 septembre 1974, sous les présidences de Luís Cabral et de João Bernardo Vieira. Il est également au pouvoir au Cap-Vert, de l'indépendance de ce pays en 1975 jusqu'à l'abandon des projets d'union entre les deux États en 1980. Le multipartisme est instauré en novembre 1990.

### Guinée équatoriale
Le Parti national uni des travailleurs est créé en tant que parti unique en 1973 par le président Francisco Macías Nguema, et le reste jusqu'au renversement de ce dernier en 1979. Le Parti démocratique de Guinée-Équatoriale est créé en 1987, en tant que parti unique, par le président Teodoro Obiang Nguema Mbasogo. Le multipartisme est instauré en 1992.

### Haute-Volta
L'Alliance pour la démocratie et la fédération/Rassemblement démocratique africain du président Maurice Yaméogo est le parti unique, de l'indépendance du pays en 1960 jusqu'au soulèvement de 1966.

### Hongrie

#### Royaume de Hongrie
Le Parti des Croix fléchées est proclamé parti unique par le « Gouvernement d'unité nationale » de Ferenc Szálasi (octobre 1944-mars 1945). Le gouvernement Szálasi fuit fin mars devant les troupes soviétiques.

#### République populaire de Hongrie
Le Parti communiste hongrois, dirigé par Mátyás Rákosi, force par le biais de la « tactique du salami » les partis d'opposition à s'auto-dissoudre, à scissionner, ou à fusionner avec lui. En 1948, ayant absorbé le Parti social-démocrate hongrois et du Parti agrarien hongrois, le Parti communiste devient le Parti des travailleurs hongrois et présente une liste unique aux élections. En 1949, la constitution de la République populaire de Hongrie, qui impose l'existence d'un parti unique, est adoptée. Après l'insurrection de Budapest de 1956, le Parti des travailleurs renaît sous le nom de Parti socialiste ouvrier hongrois. János Kádár est le secrétaire général du parti unique jusqu'en 1988, date à laquelle il est remplacé par Károly Grósz. L'année suivante, en 1989, le Parti renonce à son rôle dirigeant et s'autodissout pour devenir le Parti socialiste hongrois.

### Iran
Le parti Rastakhiz est créé en 1975 pour être le parti unique de l'État impérial d'Iran de la Dynastie Pahlavi et fédérer toutes les tendances politiques favorables au régime du Shah Mohammad Reza Pahlavi. Il se substitue ainsi au précédent système de « multipartisme sous contrôle étatique ». Le Rastakhiz ne survit pas à la chute du Shah au début 1979, lors de la révolution iranienne.

### Irak
En 1964, le président Abdel Salam Aref fonde la version irakienne de l'Union socialiste arabe, étroitement inspirée de l'exemple égyptien; tous les partis existants sont tenus de fusionner avec le parti de gouvernement. Le Parti Baas irakien, dirigé par Ahmad Hasan al-Bakr, prend le pouvoir en 1968 et devient le nouveau parti unique du pays. L'accession de Saddam Hussein à la présidence et à la tête du parti en 1979, puis la consolidation de son régime de pouvoir personnel, se traduisent par un affaiblissement de la structure du parti en tant qu'organe de gouvernement. Après la chute de Saddam Hussein consécutive à l'invasion de l'Irak, le Parti Baas irakien est dissous en mai 2003 sur ordre des autorités d'occupation.

### Italie

#### Royaume d'Italie
En 1926, la série de « lois fascistissimes » établit de manière complète la dictature de Benito Mussolini, déjà chef du gouvernement depuis 1922. Tous les partis politiques opposés au Parti national fasciste (PNF) sont dissous. La loi électorale de 1928 prévoit la nomination de tous les candidats aux élections par le Grand Conseil du fascisme. Le PNF demeure parti unique jusqu'à la chute de Mussolini en 1943.

#### République sociale italienne
Dissous après la fin du régime, le parti fasciste est reconstitué sous le nom de Parti fasciste républicain, seul parti autorisé par le régime de la République sociale italienne, qui contrôle une partie du territoire italien de septembre 1943 à avril 1945. La RSI et son parti ne survivent pas à l'offensive finale des Alliés. Le 16 avril 1945, un décret interdit la reconstitution du parti fasciste sous quelque forme que ce soit ; ce décret est ensuite incorporé à la constitution de 1946, après la proclamation de la République italienne.

### Empire du Japon
L'organisation de la Taisei Yokusankai (Association de Soutien à l'Autorité Impériale), créée en 1940 sous le gouvernement de Fumimaro Konoe, centralise progressivement toute l'activité politique. À partir de 1942, les élus de la Diète doivent obligatoirement adhérer à la Yokusan Seijikai (Association Politique d'Assistance), branche politique de la Taisei Yokusankai. L'essentiel du personnel politique japonais antérieur à la réforme demeure cependant en poste. La Taisei Yokusankai augmente progressivement l'étendue de son contrôle politique mais, malgré les souhaits en ce sens du gouvernement de Hideki Tōjō, ne se développe pas sous la forme d'un véritable parti politique de masse; elle est dissoute en juin 1945, quelques mois avant la défaite militaire du Japon et la fin de la Seconde Guerre mondiale.

### Kenya
Sous la présidence de Daniel arap Moi, la Kenya African National Union devient en 1982, par un amendement à la constitution, le seul parti autorisé. Le 10 décembre 1991, le parlement abroge l'amendement.

### Liberia
Le True Whig Party a le monopole du pouvoir de 1878 à 1980, ce qui constitue un record de durée. Aucune loi contre le multipartisme n'existe au Liberia, mais les partis d'opposition sont régulièrement interdits après leur création, ou contraints de cesser leurs activités. Le True Whig Party perd le pouvoir après le renversement du président William Richard Tolbert lors du coup d'État de Samuel Doe. Après une période d'interdiction de toute activité politique, Doe autorise officiellement le multipartisme en 1984, sans pour autant restaurer la démocratie dans le pays.

### République arabe libyenne
Le 11 juin 1971, deux ans après la prise de pouvoir de Mouammar Kadhafi, le Conseil de commandement de la révolution fonde une organisation, l'Union socialiste arabe (USA), étroitement calquée sur le modèle égyptien. Le mouvement est conçu moins comme un parti politique que comme un instrument de contrôle social : tout libyen est tenu d'en être membre, à travers un comité local ou provincial. Kadhafi est cependant vite déçu des capacités de mobilisation de l'USA. L'Union socialiste arabe libyenne subit une brusque transformation en 1975, étant déclarée « ouverte à tous », ce qui est le prélude à sa disparition totale. À partir du 2 mars 1977, le régime libyen se base ensuite officiellement sur la démocratie directe via la participation des masses populaires et plus aucun parti n'est autorisé. L'idéologie officielle du régime libyen, exposée dans le livre vert de Kadhafi, considère désormais l'existence même des partis politiques comme « anti-démocratique ».

### République démocratique de Madagascar
Le régime de Didier Ratsiraka, établi en 1975, est gouverné selon un système de Front unique ; le parti du président, l'Avant-garde pour la Révolution malgache (AREMA) est réuni avec ses alliés au sein du Front de défense de la Révolution (FNDR). La constitution précise : « Les activités politiques au sein de la République Démocratique de Madagascar (RDM) s'exercent exclusivement à l'intérieur du Front. (…) Seuls les partis révolutionnaires figurant sur la liste citée ci-dessus sont autorisés à déployer des activités politiques ». Dans les faits, le FNDR ne parvient pas à fonctionner comme un parti unique, étant divisé en multiples tendances : il éclate après l'autorisation du multipartisme en 1989, et se reconstitue sous la forme d'une coalition plus lâche, le Mouvement militant pour le socialisme malgache.

### Mali
L'Union démocratique du peuple malien, parti fondé par le président Moussa Traoré, est consacré en tant que parti unique par la constitution de 1974. L'opposition se mobilise en 1990 pour réclamer le multipartisme et, en 1991, une conférence nationale instaure un nouveau régime politique garantissant le pluralisme.

### Mandchoukouo
Le seul parti politique de cet État mis en place par l'empire du Japon après l'invasion de la Mandchourie est l'Association de la concorde (満州国協和会, Kyōwakai), dont l'idéologie officielle est basée sur l'amitié avec le Japon et les valeurs confucéennes.

### Malawi
Le Parti du congrès du Malawi devient parti unique lors de l'indépendance du pays en 1964. En juillet 1993, le multipartisme est adopté par référendum.

### Mauritanie
Le Parti du peuple mauritanien du président Moktar Ould Daddah devient parti unique en 1964; sa primauté sur l'État mauritanien est affirmée en 1966. À la suite du coup d'État de 1978, aucun parti politique n'est autorisé. Le 15 avril 1991, le chef du régime militaire, Maaouiya Ould Sid'Ahmed Taya, annonce l'instauration du multipartisme.

### République populaire mongole
Le Parti révolutionnaire du peuple mongol gouverne en tant que parti unique de 1924 jusqu'au passage du pays à la démocratie. Au début de 1990, des partis politiques d'opposition sont créés, ce qui entraîne en mai de la même année l'amendement de la constitution et l'abolition du rôle dirigeant du parti.

### République populaire du Mozambique
Le Front de libération du Mozambique (FRELIMO) devient parti unique après l'indépendance du pays au terme de la guerre d'indépendance du Mozambique. La guerre civile du Mozambique amène le parti à accepter, sinon le partage du pouvoir, du moins le pluralisme. Le 20 octobre 1990, le parlement du Mozambique entérine le multipartisme.

### Niger
Avant même l'entrée en vigueur de l'indépendance du pays, le Parti Progressiste Nigérien/Rassemblement Démocratique Africain (PPN/RDA) du président Hamani Diori devient parti unique le 14 décembre 1958 après la dissolution du parti de l'opposition. Lors du renversement de Diori en 1974, le parti unique et la constitution sont suspendus par les militaires. Sous la présidence d'Ali Saibou, le congrès constitutif d'un nouveau parti unique, le Mouvement national pour la société du développement, se tient en mai 1989. Le multipartisme est restauré en 1991.

### Norvège
Sous l'occupation allemande de 1940-1945, le Nasjonal Samling, parti de Vidkun Quisling, est proclamé parti unique. Il est officiellement au pouvoir à partir de 1942 sous le « Gouvernement national » pro-allemand présidé par Quisling. Le Nasjonal Samling est interdit en 1945 après la libération de la Norvège.

### Ouganda
En 1969, à la suite d'une tentative d'assassinat contre sa personne, le président Milton Obote interdit tous les partis autres que le sien, le Congrès du peuple ougandais (UPC). Tous les partis politiques sont interdits en 1971 après la prise de pouvoir d'Idi Amin Dada. Amin Dada est renversé en 1979, mais les partis politiques demeurent interdits. Après la prise du pouvoir par Yoweri Museveni en 1986, la seule organisation politique autorisée est le Mouvement de résistance nationale qui, à l'époque, ne se présente pas officiellement comme un parti politique, tout en fonctionnant comme tel. En 2005, le retour au multipartisme est approuvé par référendum,.

### Paraguay
L'Association nationale républicaine (dite également Partido colorado) est le seul parti légal de 1946 à 1962.

### Pays-Bas
En décembre 1941, et jusqu'à la fin de l'occupation allemande des Pays-Bas en 1945, les autorités allemandes interdisent tous les partis, à l'exception du Mouvement national-socialiste aux Pays-Bas (NSB), d'Anton Mussert. Ce dernier n'est cependant pas autorisé à former un gouvernement, le pouvoir demeurant dans les mains des autorités militaires allemandes. Le NSB est interdit en 1945 après la libération des Pays-Bas.

### Philippines
De 1943 à 1945, sous le gouvernement collaborateur pro-japonais de José P. Laurel, l'Organisation pour le Service des Nouvelles Philippines (KALIBAPI) est créée pour remplir un rôle de parti unique, mais ne parvient pas à tenir dans la vie publique du pays le rôle escompté par l'occupant japonais.

### République populaire de Pologne
Le Parti ouvrier polonais et le Parti socialiste polonais fusionnent en 1948 pour donner naissance au Parti ouvrier unifié polonais, dirigé successivement par Bolesław Bierut, Edward Ochab, Władysław Gomułka, Edward Gierek, Stanisław Kania et Wojciech Jaruzelski. D'autres partis sont autorisés à exister, mais sont officiellement réunis à partir de 1952 au sein du Front d'unité nationale, qui regroupe tous les partis légaux en Pologne et présente des candidatures uniques aux élections. Le rôle dirigeant du Parti ouvrier unifié polonais n'est officiellement inscrit dans la constitution que par le biais d'un amendement en 1976. Le Front d'unité nationale est remplacé en 1982 par une nouvelle organisation de coalition, le Mouvement patriotique de la renaissance nationale. En 1989, le Parti ouvrier unifié polonais accepte de négocier la transition démocratique avec l'opposition. Il est dissous l'année suivante.

### Portugal
Sous le régime de l'Estado Novo d'António de Oliveira Salazar, un seul parti est autorisé : l'Union nationale, créée en 1930. Le corps électoral est restreint, et l'éligibilité réservée à une petite minorité, comptant principalement des membres de l'Union nationale. La révolution des Œillets de 1974 met un terme au régime.

### Roumanie

#### Royaume de Roumanie
Le 30 mars 1938, le roi Charles II interdit tous les partis politiques par décret au profit d'un parti unique créé pour l'occasion, le Front de renaissance nationale. Après le coup d'État de septembre 1940, la Garde de fer est le seul parti autorisé durant les premiers mois du régime de Ion Antonescu. Le mouvement est écarté du pouvoir dès janvier 1941 après la rupture entre Antonescu et la Garde de fer.

#### République socialiste de Roumanie
Après la proclamation du régime sous son premier nom de République populaire roumaine, le Parti communiste roumain (PCR), dirigé par Gheorghe Gheorghiu-Dej, fusionne avec le Parti social démocrate pour former le Parti des travailleurs roumains, qui présente la liste unique du Front populaire démocratique aux élections de juin 1948. La constitution de 1952 mentionne le rôle politique moteur du Parti.En 1965, le parti, dirigé par Nicolae Ceaușescu, reprend son nom de Parti communiste roumain; son rôle dirigeant pour l'ensemble de la société roumaine est inscrit à l'article 3 de la nouvelle constitution. Le PCR gouverne en tant que parti unique en République socialiste de Roumanie jusqu'à la révolution de 1989.

### Rwanda
En 1961, le Parmehutu est proclamé parti unique. Juvénal Habyarimana prend le pouvoir en 1973 et dissout le Parmehutu; en 1975, il crée le Mouvement révolutionnaire national pour le développement, dont tout citoyen rwandais est légalement membre dès sa naissance. Le multipartisme est instauré en 1991.

### Sao Tomé-et-Principe
Le Mouvement pour la libération de Sao Tomé-et-Principe – Parti social-démocrate, du président Manuel Pinto da Costa, devient parti unique lors de l'indépendance du pays en 1975. En 1989, une commission nationale est formée et recommande le passage au multipartisme. Les premières élections libres ont lieu en janvier 1991.

### Sénégal
En 1966, le président Léopold Sédar Senghor achève d'obtenir, par diverses manœuvres, la dissolution de tous les partis d'opposition : l'Union progressiste sénégalaise devient donc parti unique de fait, mais non de droit, les articles autorisant le multipartisme continuant de figurer dans la constitution. La situation dure jusqu'en 1976, date à laquelle une révision constitutionnelle autorise le multipartisme, tout en limitant à trois le nombre de partis politiques. En 1978, une nouvelle révision porte le nombre de partis de trois à quatre. En 1981, sous la présidence d'Abdou Diouf, le Sénégal passe à un « multipartisme intégral ».

### Seychelles
Le Front progressiste du peuple seychellois devient officiellement parti unique en 1978. Le multipartisme est restauré en 1991.

### Saint-Marin
Le Parti fasciste saint-marinais a le monopole du pouvoir à partir de 1926. Dissous en juillet 1943 après la chute du Parti fasciste italien, il réapparaît en janvier 1944 sous le nom de Faisceau républicain de Saint-Marin, puis est à nouveau dissous en septembre de la même année quand les troupes américaines pénètrent sur le territoire de Saint-Marin.

### Sierra Leone
Le All People's Congress devient parti unique en 1978. Une nouvelle constitution restaurant le multipartisme est approuvée par référendum en 1991 mais du fait d'un coup d'État l'année suivante, les élections libres n'ont pas lieu avant 1996.

### République démocratique somalie
Le Parti socialiste révolutionnaire somalien est créé en 1976 par le gouvernement de Siad Barre pour être le parti unique du pays, et le reste jusqu'au renversement du régime en 1991.

### Slovaquie
De 1939 à 1945, sous le régime de Jozef Tiso, le Parti du peuple slovaque (HSLS) exerce un rôle dominant; les autres partis sont soit dissous, soit réduits à un rôle d'appoint au sein du Parti de l'unité nationale slovaque, « coalition » qui constitue dans les faits un HSLS élargi. La constitution du pays dispose que « la nation slovaque participe au pouvoir par l'intermédiaire du HSLS ». Le régime et le parti disparaissent lors de l'entrée des troupes soviétiques en Slovaquie.

### Soudan
L'Union socialiste soudanaise est désignée comme parti unique par la constitution de 1973. Le renversement du président Gaafar Nimeiry en 1985 est suivi en 1986 par des élections pluralistes.

### Syrie
La République syrienne connaît une première période de parti unique entre août 1952 et février 1954, durant laquelle le Mouvement de libération arabe, fondé par Adib Chichakli, est le seul mouvement politique autorisé. En 1963, le Parti Baas devient parti unique ; en 1972, le président de l'époque, Hafez el-Assad, institue un système de « multipartisme » basé sur l'existence d'une coalition unique, le Front national progressiste, incorporant le Parti Baas et quatre autres partis alliés. Aucun parti n'est autorisé en dehors du Front et l'article 8 de la constitution spécifie le rôle dirigeant du Parti Baas au sein de l'État et du Front national. Le président Bachar el-Assad cumule les postes de secrétaire général du Parti Baas syrien et de président du Front national progressiste. Le 25 juillet 2011, au début de la guerre civile, le parlement syrien vote une loi autorisant les partis d'opposition, mais en assortissant leur existence de diverses conditions, et sans remettre en cause la domination du Baas.

### Taïwan (République de Chine)
Étant officiellement le même État que la « première République de Chine », Taïwan reprend toutes ses institutions à l'identique et conserve le Kuomintang en tant que parti unique. En janvier 1988, le président Chiang Ching-kuo ouvre la voie au multipartisme en permettant la création du Parti démocrate progressiste. Plusieurs autres partis politiques apparaissent dans les années suivantes.

### Tannou-Touva
Fondée qu'en tant qu'État satellite de la Russie soviétique, puis de l'URSS, la République populaire de Tannou-Touva a pour parti unique le Parti révolutionnaire populaire touvain. En 1944, le pays devient un Oblast autonome de l'URSS.

### Tanzanie
L'Union nationale africaine du Tanganyika est le parti unique du Tanganyika et l'Afro-Shirazi Party celui de Zanzibar. Les deux partis cohabitent à partir de 1964 quand le Tanganyika et Zanzibar fusionnent pour fonder la Tanzanie. En 1977, le Chama cha Mapinduzi (Parti de la révolution) est créé par la fusion des deux partis, et devient parti unique de la Tanzanie. Le multipartisme est instauré en 1992.

### Tchad
En janvier 1962, le président François Tombalbaye dissout tous les partis autres que le Parti progressiste tchadien (PPT), arguant de l'absence d'« opposition constructive » au Tchad. En 1973, il dissout le PPT pour le remplacer par un autre parti unique, le Mouvement national pour la Révolution culturelle et sociale. Tombalbaye est renversé et assassiné en 1975. Le 22 juin 1987, Hissène Habré impose un nouveau parti unique, l'Union nationale pour l'indépendance et la révolution. Idriss Déby mène la rébellion contre Hissène Habré en promettant le pluralisme politique. Le renversement d'Hissène Habré en 1990 est suivi l'année suivante par l'ordonnance du 4 octobre 1991, qui restaure le pluralisme au Tchad.

### République socialiste tchécoslovaque
De 1945 à 1948, les seuls partis autorisés sous la Troisième République tchécoslovaque sont les membres du Front national, coalition de partis formée lors de la libération du pays. En 1948, avec le coup de Prague, le Parti communiste tchécoslovaque prend le contrôle du pays. Le Front national demeure la seule coalition autorisée, et passe sous la domination des communistes, auxquels les autres partis autorisés sont inféodés. Lors des élections, 70 % des sièges sont réservés au Parti communiste tchécoslovaque au sein de la liste unique du Front national. La domination du Parti communiste, dirigé successivement par Klement Gottwald, Antonín Novotný, Alexander Dubček, Gustáv Husák et Milouš Jakeš, dure jusqu'à la révolution de velours de 1989, au cours de laquelle la constitution est suspendue, et le rôle dirigeant du parti aboli.

### Togo
Le Rassemblement du peuple togolais (RPT), fondé le 30 août 1969 par le président Gnassingbé Eyadema, est dès sa création le seul parti autorisé au Togo. La constitution de 1979, entrée en vigueur en 1980, qui dispose que « le RPT, parti unique (...) exprime les aspirations des masses laborieuses. (…) Le système politique togolais repose sur le principe du parti unique ». Le Togo est gouverné selon un système de parti unique jusqu'en 1991.

### Tunisie
Le Néo-Destour - puis Parti socialiste destourien - d'Habib Bourguiba, est parti unique à partir de 1963. Le multipartisme est rétabli en 1981 par le biais d'une loi constitutionnelle.

### Turkménistan
Le Parti démocratique du Turkménistan, fondé par le premier président du Turkménistan indépendant, Saparmyrat Nyýazow et est actuellement dirigé par le successeur de ce dernier, Gurbanguly Berdimuhamedow, est le seul parti autorisé de 1992 à 2012. En janvier 2012, une loi autorisant la formation d'autres partis politiques entre en vigueur, mais en posant diverses conditions à leur existence, et en excluant de fait les dirigeants de l'opposition.

### Turquie
Le Parti républicain du peuple, de Mustafa Kemal Atatürk, gouverne en tant que parti unique à partir de 1923. La Turquie adopte le multipartisme en 1946. Le Parti républicain du peuple reste cependant au pouvoir jusqu’à 1950.

### Union des républiques socialistes soviétiques
Rapidement après la révolution d'Octobre, le pouvoir est monopolisé par les bolcheviks, qui s'arrogent au sein de l'État l'exécutif et le législatif et prennent le nom de Parti communiste panrusse (bolchevik) à la fin 1917. Un processus, étalé sur plusieurs années, entreprend alors de réduire à l'impuissance et au silence, puis d'interdire tous les partis non bolcheviks, et d'éliminer ou de subordonner toutes les institutions autonomes, : les Soviets, apparus au cours de l'année 1917, constituent officiellement le pouvoir suprême, mais sont dans les faits contrôlés par les bolcheviks. La constitution de la république socialiste fédérative soviétique de Russie, adoptée le 10 juillet 1918, n'interdit pas explicitement la formation d'autres partis politiques, mais son article 23 dispose que la RSFSR « refuse aux personnes et aux groupes les droits dont ils peuvent se servir au détriment de la révolution socialiste ». La domination du Parti communiste continue avec la formation de l'Union des républiques socialistes soviétiques (ou Union soviétique, ou URSS) en 1922. Le Parti communiste prend le nom de Parti communiste pansoviétique (bolchevik) en 1925, puis celui de Parti communiste de l'Union soviétique (PCUS) en 1952. Le Politburo, organe de direction du parti, constitue dans les faits le véritable gouvernement de l'URSS, son autorité primant sur celle du gouvernement officiel (Conseil des commissaires du peuple, puis Conseil des ministres). La constitution soviétique de 1936 fait allusion au rôle central du parti en disposant que « les citoyens les plus actifs et les plus conscients de la classe ouvrière et des autres couches de travailleurs s'unissent dans le Parti communiste de l'URSS, qui est l'avant-garde des travailleurs dans leur lutte pour l'affermissement et le développement du régime socialiste et qui représente le noyau dirigeant de toutes les organisations de travailleurs, tant sociales que d'État ». Le PCUS, dirigé successivement par Joseph Staline, Gueorgui Malenkov, Nikita Khrouchtchev, Léonid Brejnev, Iouri Andropov, Konstantin Tchernenko et Mikhaïl Gorbatchev, gouverne en tant que parti unique en URSS et exerce le monopole du pouvoir. Ce n'est cependant qu'en 1977 que l'article 6 de la nouvelle constitution évoque explicitement le rôle dirigeant du PCUS en le définissant comme la force dirigeante de la société soviétique et le centre du système politique de l'URSS,. Dans les années 1980, la politique de perestroïka amène un passage progressif au pluralisme, d'abord en autorisant des candidatures multiples aux élections à partir de 1987 (notamment les élections législatives de 1989), puis en autorisant des « associations politiques », qui se constituent en mouvements d'opposition. Le PCUS demeure au pouvoir jusqu'à sa dissolution en août 1991, quelques mois avant l'éclatement de l'URSS.

### République arabe du Yémen
Le Congrès général du peuple gouverne en tant que parti unique de la République arabe du Yémen (ou Nord Yémen), de sa formation en 1982 jusqu'à la réunification du Yémen en 1990. Le CGP constitue, dans les faits, une coalition très hétérogène recueillant en son sein les différents groupes d'influences tribaux ou religieux,.

### République démocratique populaire du Yémen
Le Parti socialiste yéménite a gouverné en tant que parti unique de la République démocratique populaire du Yémen (ou Sud Yémen)à partir sa formation en 1978 et ce jusqu'à la réunification du Yémen en 1990.

### République fédérative socialiste de Yougoslavie
Aux élections de 1945, boycottées par l'opposition, le Parti communiste de Yougoslavie (KPJ), dirigé par Tito, présente une liste unique, sous l'intitulé du Front populaire de libération. Le parti, rebaptisé en 1952 Ligue des communistes de Yougoslavie, gouverne ensuite en tant que parti unique. Le Front populaire est remplacé par l'Alliance socialiste du peuple travailleur de Yougoslavie, censée regrouper « toutes les forces démocratiques du pays », mais dirigée directement par la Ligue des communistes. À partir notamment de 1974, la Ligue des communistes de Yougoslavie fonctionne de manière de plus en plus lâche, à la manière d'un regroupement de six partis : les partis communistes des six États de la fédération (Serbie, Croatie, Monténégro, Bosnie-Herzégovine, Slovénie, Macédoine) jouissent d'une autonomie accrue, chacun officiant en tant que parti unique dans sa propre République,. En 1990, au cours du congrès de la Ligue, ses différentes composantes se séparent pour ne plus se réunir : le parti disparaît de facto, marquant le début de l'éclatement de la fédération yougoslave.

### Zaïre
La constitution de 1967 prévoit pour le pays un système de bipartisme, soit un nombre de partis politiques limité à deux, dont un d'oppotition. Dans les faits, le Mouvement populaire de la Révolution (MPR), parti du président Mobutu, créé le 20 mai 1967, est le seul parti existant. En décembre 1970, une révision constitutionnelle consacre officiellement le MPR en tant que parti unique. En 1972, le Comité du parti et le gouvernement fusionnent pour former le Conseil exécutif national; en 1974, une nouvelle révision constitutionnelle fait du MPR l'unique institution du pays. Tout citoyen est d'office membre du parti, un slogan affirmant que même « ceux qui sont encore dans le ventre de leur mère » sont concernés. L'article 33 de la constitution dispose : « En République du Zaïre, il n'existe qu'une seule institution, le Mouvement populaire de la Révolution (…) Le Mouvement populaire de la Révolution est la Nation zaïroise organisée politiquement ». Le 6 octobre 1990, sous la pression internationale, Mobutu accepte le principe du multipartisme, prévu pour entrer en vigueur en 1991 après un an de transition. Dans les mois qui suivent, près de 300 partis politiques sont créés au Zaïre, certains étant des partis satellitaires du MPR, d'autres constituant une vraie opposition. Les élections promises n'ont cependant toujours pas été organisées quand Mobutu est renversé en 1997 et que le Zaïre laisse la place à la République démocratique du Congo (voir plus haut).

### Zambie
Le Parti national uni de l'indépendance (UNIP) devient officiellement le seul parti légal en 1973, sous la présidence de Kenneth Kaunda. La formation d'autres partis politiques est autorisée en décembre 1990.